# NXT UK TakeOver
NXT UK TakeOver – zakończony cykl gal profesjonalnego wrestlingu produkowanych przez federację WWE dla zawodników z rozwojowego brandu NXT UK, której gale są nadawane na żywo na WWE Network.
Pierwsza gala NXT UK TakeOver odbyła się w Blackpool w styczniu 2019 roku.
Tylko jedna gala NXT UK TakeOver musiała zostać odwołana. TakeOver: Dublin był pierwotnie planowany na transmisję na żywo z 3Arena w Dublinie w Irlandii 26 kwietnia 2020 roku i byłoby to pierwszy TakeOver przeprowadzony poza Wielką Brytanią. Wydarzenie zostało początkowo przełożone na 25 października 2020 roku z powodu pandemii COVID-19, która zaczęła wpływać na wszystkie programy WWE w połowie marca tego roku. Jednak ze względu na trwającą pandemię wydarzenie zostało ponownie przełożone, tym razem na 20 czerwca 2021. 30 kwietnia WWE potwierdziło jednak, że wydarzenie zostało odwołane.

## Lista gal
| Gala                                           | Lokalizacja      | Arena                    | Walka wieczoru                                                                |
| ---------------------------------------------- | ---------------- | ------------------------ | ----------------------------------------------------------------------------- |
| NXT UK TakeOver: Blackpool 12 stycznia 2019    | Empress Ballroom | Blackpool, Anglia        | Pete Dunne (c) vs. Joe Coffey Singles match o WWE United Kingdom Championship |
| NXT UK TakeOver: Cardiff 31 sierpnia 2019      | Cardiff, Walia   | Motorpoint Arena Cardiff | Walter (c) vs. Tyler Bate Singles match o WWE United Kingdom Championship     |
| NXT UK TakeOver: Blackpool II 12 stycznia 2020 | Empress Ballroom | Blackpool, Anglia        | Walter (c) vs. Joe Coffey Singles match o WWE United Kingdom Championship     |